# Бирак (блюдо)
Бирак (нем. Bierock ) — это пирожок из дрожжевого теста с несладкой начинкой, происходящий из кухни поволжских немцев.
Выпечка распространена среди поволжских немцев в США и Аргентине. Пирожок был привезен в Соединенные Штаты в 1870-х годах немецкими русскими иммигрантами-меннонитами. Другие варианты написания: bieroch, beerock, berrock, bierox, beerrock, biddicks и kraut bierock в США; вариант бирок в Небраске называется ранза. В США и Великобритании относится к «карманным сэндвичам» (pocket sandwich) из-за того, что начинка помещается внутрь выпечки, в карман.
В Аргентине называется pirok или kraut pirok. Каждый июль в аргентинском Креспо, провинция Энтре-Риос, проходит фестиваль Fiesta del Pirok.
Бирак начиняют приготовленным и приправленным говяжьим фаршем, нашинкованной капустой и луком, а затем запекают в духовке, пока тесто не станет золотисто-коричневым. Некоторые варианты включают тёртую морковь, сыр.

## Этимология
Существует дискуссия об этимологии слова «бирак». Традиционно предполагалось, что бирак произошел от русского слова «пирог». Однако другая теория считает, что слово бирак может быть получено из турецкого börek. Эта теория основана на географической близости бывшей Поволжско-Немецкой АССР к современному Казахстану, а также влиянии тюркоязычных народов, таких как казахи и татары, проживающих в Поволжье. Однако ни одна из теорий не была окончательно доказана.